# 국제형법
국제형법(國際刑法, 영어: international criminal law)은 국제법의 일부로 국제적 범죄를 처벌하는 형사법이다.

## 역사
1899년과 1907년 헤이그 만국평화회의는 마르텐스 조항의 도입에는 성공하였지만 개인 그것도 주권자로 자처하는 국가원수에게는 국제형사책임을 부과할 수 있다는 견해가 용납되지는 못했다. 제1차 세계대전을 겪고 나서야 생각의 전환이 이루어졌다. 제2차 세계대전 직후 설립된 뉴른베르그 국제군사재판소가 국가형법 발전에 큰 영향을 끼쳤다. 연합국은 당시 독일이 저지를 행위를 처벌하기 위해 인도에 반한 죄를 창설하였다. 극동국제군사재판에서 일본의 전범은 A급 전범(평화에 반한 죄), B급 전범(전쟁 범죄), C급 전범(인도에 반한 죄)로 분류되어 처벌되었다.

## 같이 보기
- 국제인권법(IHRL)